# Henryk Galle
Henryk Ludwik Galle (ur. 16 kwietnia 1872 w Warszawie, zm. 24 lutego 1948 w Olszance k. Skierniewic) – polski historyk literatury, krytyk literacki, wykładowca Towarzystwa Kursów Naukowych i Wolnej Wszechnicy Polskiej w Warszawie.

## Życiorys
Był synem kupca Franciszka i Natalii z domu Cytwic. Ukończył II Gimnazjum w Warszawie (1891), następnie studiował filologię i historię na Cesarskim Uniwersytecie Warszawskim (1891–1896); wśród jego wykładowców na uczelni był m.in. Henryk Struve. Po przedstawieniu pracy Pamiętniki Zofii Wilhelminy, księżnej Bayreuth, jako źródło historyczne (1896) uzyskał stopień kandydata nauk historyczno-filozoficznych UW. Od 1898 pracował jako nauczyciel języka polskiego i historii w gimnazjach żeńskich w Warszawie, a także w kółkach samokształceniowych i tajnych kompletach; w latach 1915-1918 wykładał historię literatury polskiej na Wydziale Humanistycznym Towarzystwa Kursów Naukowych w Warszawie, a od 1918 – w Wolnej Wszechnicy Polskiej tamże. W latach 1918–1920 ochotniczo służył w Wojsku Polskim.
W 1938 został członkiem korespondentem Towarzystwa Naukowego Warszawskiego; był także członkiem Zarządu (1921–1925) i wiceprezesem (1922–1925) Oddziału Warszawskiego Towarzystwa Nauczycieli Szkół Średnich i Wyższych, członkiem Towarzystwa Literatów i Dziennikarzy, członkiem Towarzystwa Artystycznego.
Zajmował się historią polskiej literatury pozytywistycznej, krytyką literacką, teorią literatury, biografistyką. Był gorącym obrońcą Aleksandra Świętochowskiego wobec ataków konserwatystów i tradycjonalistów, wskazując na postępowy i ideologiczny charakter twórczości pisarza. Opracował biografie (wraz z bibliografiami) wielu polskich poetów i pisarzy końca XVIII oraz XIX wieku (m.in. Jana Pawła Woronicza, Juliana Ursyna Niemcewicza, Franciszka Ksawerego Dmochowskiego, Kajetana Koźmiana, Euzebiusza Słowackiego, Izabeli Czartoryskiej, Tymona Zaborowskiego). Postulował wprowadzenie do programu nauczania na poziomie gimnazjalnym i wyższym zagadnień stylu literackiego oraz opracowanie nowoczesnego podręcznika stylistyki. Jako teoretyk literatury badał warstwy językowe (archaizmy, barbaryzmy, neologizmy, prowincjonalizmy) oraz przekształcenia semantyczne (metafory, personifikacje, porównania, alegorie, hiperbole, ironię).
Współpracował z pismami „Ateneum” (1899–1901), „Przeglądem Bibliograficznym” (1905–1913), „Tygodnikiem Ilustrowanym” (1906–1911), „Przeglądem Pedagogicznym” (1925–1936) gdzie był redaktorem, oraz cyklem wydawniczym Wiek XIX. Sto lat myśli polskiej (1905–1914). Ogłosił m.in.:
- O memoriale Ostroroga (1898)
- Twórczość poetycka Marii Konopnickiej w ciągu 25 lat (1902)
- Adam Asnyk, szkic literacki (1903)[3]
- Krótka stylistyka wraz z teorią wierszowania (1904)
- Stylistyka i teorya literatury (1904)[4]
- Teoria prozy i poezyi w zarysie (1905)[5]
- Epoka napoleońska w „Popiołach” Stefana Żeromskiego (1905)[6]
- Wypisy polskie (1906)
- Zarys dziejów literatury polskiej (1913)[7]
- Przy pracy (1919)[8]
- Zasady pisowni polskiej (1920)[9]
- Stylistyka (1921)[10]
- Trzy pojedynki. Na marginesie „Cyda”. Szkic porównawczy (1926)

Spoczywa na cmentarzu Powązkowskim w Warszawie (kwatera 69-5-4,5).

## Odznaczenia
- Srebrny Wawrzyn Akademicki (5 listopada 1935)[12].